# Liceum zawodowe
Liceum zawodowe (z łac. licaeum od gr. Lykeion: szkoła założona przez Arystotelesa) – rodzaj szkoły ponadpodstawowej w Polsce, stworzonej w 1993, a zlikwidowanej w 1999 w wyniku reformy oświaty. Do 1993 istniały również licea zawodowe (powstałe w 1932 w wyniku reformy jędrzejewiczowskiej), jednakże w nieco innej formie. Liceum zawodowe do 1948 było 3-letnie, następnie 4- lub 5-letnie, od 1993 wszystkie były 4-letnie.
Licea zawodowe zastąpiono liceami profilowanymi.
Założenia liceów zawodowych:
- 4-letni cykl nauczania
- program ogólnokształcący i ogólnozawodowy.

Liceum zawodowe kończyło się egzaminem maturalnym. Aby otrzymać kwalifikacje zawodowe, trzeba było kontynuować edukację w szkole pomaturalnej lub w szkole wyższej.